# Aristida tuitensis
Aristida tuitensis är en gräsart som beskrevs av Sánchez-ken och Patricia D. Dávila. Aristida tuitensis ingår i släktet Aristida och familjen gräs. Inga underarter finns listade i Catalogue of Life.